# Agathocules
Agathocules war ein antiker römischer Vergolder (lateinisch inaurator), der im 1. Jahrhundert in Tarraco (Tarragona) in der römischen Provinz Tarraconensis tätig war.
Er ist einzig durch seine Grabinschrift bekannt. Danach stammte er aus Vienne, starb mit 19 Jahren und war Sklave einer ansonsten unbekannten Cornelia Cruseidis. Der Name ist vom häufigen griechischen Namen Agathokles.('Ἀγαθοκλῆς, der „Gutbekannte“) abgeleitet.
Neben ihm sind noch zwei weitere römische Vergolder inschriftlich bekannt: Gelasius und Philomusus.